# English Rock
English Rock är en kulle i Antarktis. Den ligger i Västantarktis. Inget land gör anspråk på området. Toppen på English Rock är 1 855 meter över havet.
Terrängen runt English Rock är varierad. Trakten är obefolkad. Det finns inga samhällen i närheten.